# Volker Schneider (Chorleiter)
Volker Schneider (* 16. Dezember 1946 in Heidelberg) ist ein deutscher Lehrer und Chorleiter.

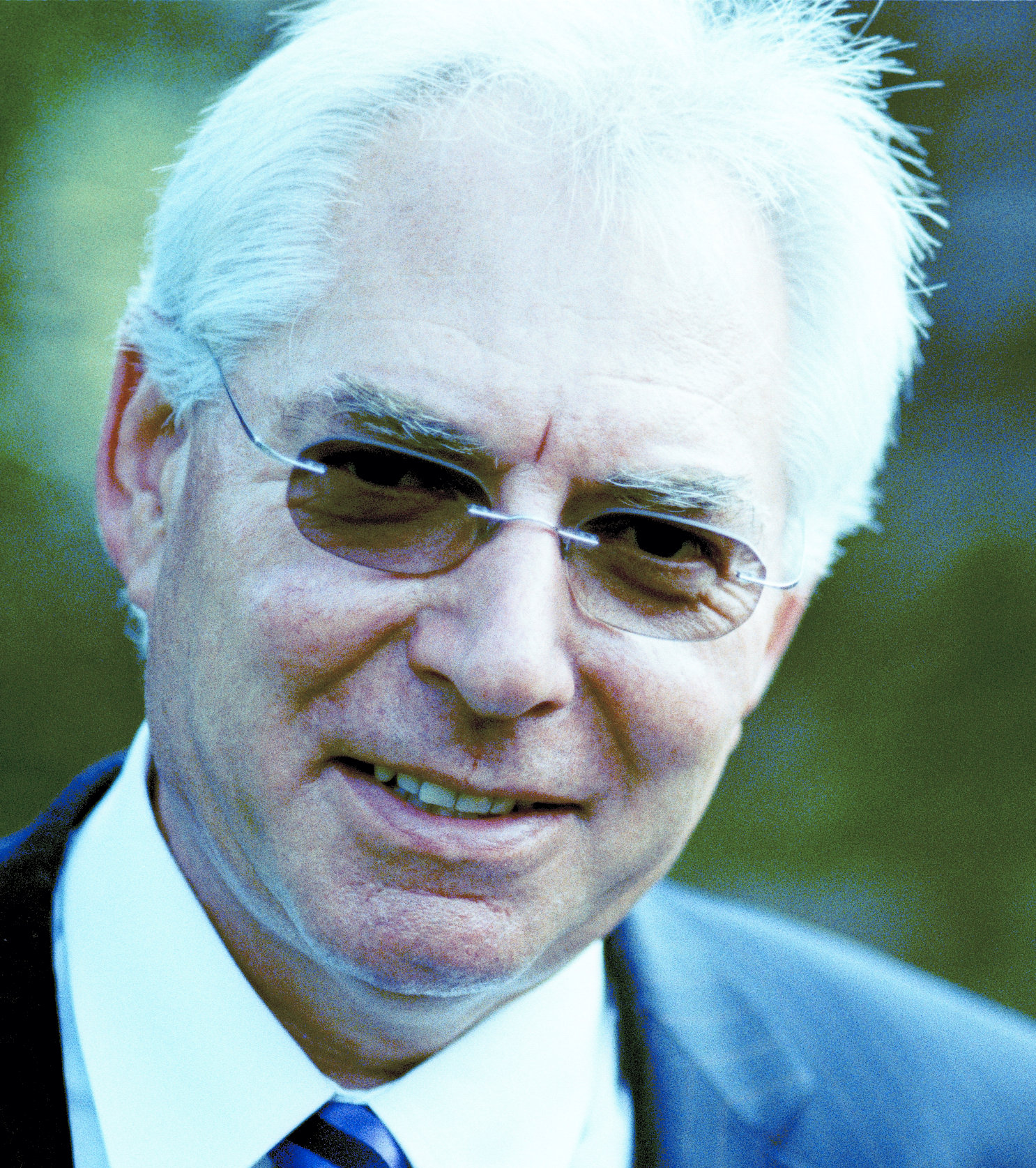
Volker Schneider

## Leben
Volker Schneider wuchs in Großsachsen auf. 1976 heiratete er Margarete Klein. Schneider hat zwei Kinder: Christiane und Michael. 1958 hatte er erste Berührungen mit dem Chorgesang, als ihn sein Onkel Siegfried Salten zum österreichischen Bundessängerfest nach Wien mit nahm.
1966 begann er eine Dirigentenausbildung bei Emil Schumacher. Danach schloss sich ein Studium an der Pädagogischen Hochschule in Heidelberg und an der Badischen Hochschule für Musik in Karlsruhe an, das er mit dem Ersten Staatsexamen (1971) und Zweiten Staatsexamen (1972) abschloss. 1972 kam er an die Martin-Stöhr-Schule (heute Karl-Drais-Schule); 1993 übernahm er den Schulchor.
1973 erhielt er den Titel Chordirektor ADC (inzwischen Chordirektor BDC) der Arbeitsgemeinschaft Deutscher Chorverbände (jetzt: Bundesvereinigung Deutscher Chorverbände).
Weitere Stationen seiner musikalischen Tätigkeit waren 1969 die Übernahme des MGV Sängerbunds als Chorleiter, 1978 die Gründer des Silcher-Quartetts Bergstraße, 1983 die Gründung des Männerquartetts Bergstraße und 1987 die Gründung eines Frauenchors in Neckarau. 1990 wurde er Kreischorleiter des Kurpfälzer Sängerkreises Mannheim.
1986 wurde er Konrektor der Martin-Stöhr-Schule. Schneider leitete ab 1991 die Hauptschule der Dietrich-Bonhoeffer-Schule in Weinheim. Zudem war er vier Jahre Schulleiter in Eppelheim. 2001 bis 2010 war er Rektor der Karrillon-Hauptschule in Weinheim.
1995 inszenierte er das Musical Glasnost mit über 200 Teilnehmern aus Chören und Schulen. 1996 fand eine Aufführung in Moskau statt.
2004 bis 2012 organisierte und leitete er das jährliche Goldbeck-Musikfestival im Rahmen des Hirschberger Musiksommers.

## Kultur-Projekte
Kinderchorprojekt „Jedes Kind hat eine Stimme“: 200 Kinder aus den dritten und vierten Klassen der Karl-Drais-Schule, der Grundschule Großsachsen und des Evangelischen Kinderchors Die Ohrwürmer standen gemeinsam auf der Bühne für das Kindermusical Echte Kinderrechte. Präsentiert wurden die beiden Aufführungen in der Aula der Karl-Drais-Schule vom Förderverein der KDS. Finanziell unterstützt wurde das Projekt von der Bürgerstiftung Hirschberg. Volker Schneider hatte zu deren zweckgebundenen Gunsten dafür ein Benefizkonzert anlässlich seines 65. Geburtstages organisiert.

## Chorreisen
Mit seinen Chören bereiste er Neuseeland, Australien, China, Dubai, Namibia, Kuba oder Brasilien. Bei einer schwedischen Hochzeit traten Schneider und einer seiner Chöre auf Wunsch dort auf. Mit seinen Schülern erkundete er ebenfalls das Ausland. So bereiste er mit den türkischen Karrillon-Schülern deren Heimat. Und im letzten Jahr seiner Tätigkeit als Rektor dieser Weinheimer Hauptschule fuhr er mit Schülern 2010 zur Musikfreizeit ins polnische Masuren.

## Presselinks
- Rhein-Neckar-Zeitung, erschienen am 8. März 2013
- Mannheimer Morgen, erschienen am 9. März 2013
- Mannheimer Morgen, erschienen am 19. März 2009
- 400 Stimmen aus Moskau, St. Petersburg und der Kurpfalz singen für Hirschberg, erschienen am 5. Dezember 2011
- Demokratisch Handeln - Projekt 40/95 Musical Glasnost
- Pure Lebenslust beim neunten Musikfestival, erschienen 2012

| Personendaten    | Personendaten                   |
| ---------------- | ------------------------------- |
| NAME             | Schneider, Volker               |
| KURZBESCHREIBUNG | deutscher Lehrer und Chorleiter |
| GEBURTSDATUM     | 16. Dezember 1946               |
| GEBURTSORT       | Mannheim                        |